# Wrigley Company
Wm. Wrigley Jr. Company, även kallat Wrigley Company, är ett amerikanskt multinationellt företag i Chicago som tillverkar tuggummi som till exempel Extra, Hubba Bubba och Juicy Fruit, samt tuggkaramellerna Skittles.
Företaget grundades 1891 och producerade från början bland annat bakpulver. Bolaget ingår i Mars Inc.